# Joseph Christian Williwald Michl
Joseph Christian Williwald Michl   (Neumarkt in der Oberpfalz, 9 de juliol de 1745 - Neumarkt in der Oberpfalz, 30 de juliol de 1816) Pertanyent a la nissaga dels Michl, fou un organista alemany i compositor i de la cort de l'Elector Maximilià III Josep de Baviera.
Va ser educat al Gymnasium Electoral de Múnic on estudia música i literatura adquirint ben aviat molta habilitat com a organista abans de ser enviat per l'Elector a estudiar sota Placidus von Camerloher el 1767 a Freisingen per estudiar contrapunt i composició. Va ser nomenat compositor de càmera al tribunal electoral en 1772, i el 1784 va exercir com a professor i compositor monàstic als monestirs benedictins de Weyarn i Tegernsee.

## La seva música inclou
- 13 òperes, Il triomfo di Clelia, Regulus, Il Barone di Torre Forte, Elmire i Milton, Fremor y Melisa, El rei i el camperol, La feria anual entre les més conegudes.
- 4 cantates, Il re allà caccia i Il caciatore, les mes famoses.
- 22 Misses.
- 3 Rèquiems.
- 2 oratoris.
- 34 Salms.
- 32 vespres.
- 26 Ofertoris.
- 24 Himnes.
- 8 lletanies.
- 11 sons sagrats.
- 21 Simfonies.
- 8 Serenates.
- 5 Divertiments.
- 5 Concerts.
- 13 Quartets.
- 6 Sonates.

Diverses obres de Michl que es van compondre a la cort de Múnic:
- Il Barone di Torre Forte (Salvator Teatre, 1 de febrer, 1772 estrena)
- Joas un rei dels jueus (Oratori, Palau electoral, 1772)
- L'Amante deluso (atribució incerta, Redoutensaal?, 27 de desembre de 1773)
- Il trionfo di Clelia (Teatre de Cuvilli, 8 de gener de 1776, estrena mundial)
- L'isola disabitata (1780)
- Milton i Elize (17 de gener de 1786, residència, presa de possessió?)
- The King on Hunt (26 de gener de 1786, residència, presa d'operacions?)
- Il barone di torre forte (1 de març de 1786, Salvator Theatre)